# おかもんたの朝メチャッ!
おかもんたの朝メチャッ!（おかもんたのあさメチャッ）は、フジテレビのバラエティ番組『めちゃ2イケてるッ!』の中で放送されていたコーナーの一つ。当時TBS系列で放送されていた朝のニュースワイドショー『みのもんたの朝ズバッ!』を模している。2007年2月24日に放送を開始した。

## 内容
「クイズ$マジオネア」以来の再登場となる岡村隆史（ナインティナイン）扮するおかもんたが、本家の看板コーナー「ズバッ! 8時またぎ」のパロディ「メチャッ! 8時またぎ」で、さまざまな事件にみのもんたが独特のコメントをする本家の流れにならって、メンバーの普段の行動について怒りをぶつけるコーナー。
まずは本家さながらのオープニングロゴと共に岡村が登場。画面左上には同時ネット局における実際の（午後の）時刻表示まで演出もあり、放送時間の関係で最初に「8時またぎ」を行うが、大型ボードを回転させる際には岡村が必ず手を挟まれたり、ボードにぶつかったりなどして巻き込まれたりするボケが入る。ここではみのもんたが本家でよく言う「ガツンと言ってやろうか? ガツンと」を頻繁に使っていた。
大型ボードにはメンバーの普段の行動が3件書かれており、岡村がフリップのシールを剥がしながら、コメンテーター席に座っているメンバーに直接怒りをぶつける。扱われる内容は「クイズ$マジオネア」や「恋のかま騒ぎ」でのプライベート暴露に比べれば小粒で、どちらかと言うと雰囲気はシンプルなダメ出しに近い。メンバー本人とは全く無関係なネタの場合さえある。
このうち3件目は、本家のコーナー「怒りの不連続シリーズ ほっとけない!」のパロディ「不連続シリーズ ほっとけない!」であり、「加藤家にこんなものいらない!!」というタイトルで加藤が家庭で見せる「めちゃイケの狂犬」とは思えないセレブへの浅はかな憧れを現物を見せた上で痛烈に批判する。岡村はここぞとばかりにカメラに向かって「ほっとけない!」と怒るのだが、毎回カメラのスイッチングのタイミングが合わず、タイミングが合ったら合ったでピンボケを起こしている。なお、「不連続」と称しているものの、「ほっとけない!」は毎回ある（なお、本家で連続シリーズとして放送する場合は「とことんシリーズ第（数字）弾 ほっとけない!」となる）。
2007年3月3日には、TBSが『みのもんたのサタデーずばッと』の特番として「みのもんたVS国会議員ずばっとコロシアム春」を放送されていたため、新聞のテレビ欄には「本家と表裏対決」と称されていた（番組内でもナレーション「今夜はなんと、本家と表裏!」とあった）。
2007年4月28日には、TBSが裏番組として、みのもんたが司会を務める『キャプテン☆ドみの』の放送開始日だったため、番組内のナレーションでは「今夜からはついに、本家と直接対決!」とされていた。

## メチャッ! 8時またぎ
タイトルどおり8時をまたぐ必要があるため、必ず最初（午後7時57分 - ）に配置されるが、分割されて番組後半に続きが放送される。なお2007年7月14日放送分は8時15分からの放送であった。
三段オチの太字の部分はシールで隠れていた文章。
| 見出し                                                          | 三段オチ | 短評 |
| 第1回（2007年2月24日）                                          | 第1回（2007年2月24日）                                                                                               | 第1回（2007年2月24日） |
| --------------------------------------------------------------- | --- | --- |
| 〈港区〉濱口優 ついに本当の伝説達成                             | なんとテレ朝で冠番組 とんねるずの裏で 15%を捕ったどー                                                                | 該当番組を『無人島に行って、魚突いてるだけの番組』とこき下ろす。 |
| 〈目黒区〉 雛形あきこ 『29歳 一歩大人へ…』                      | 約9年振りのグラビア再始動 大人の色気に野田社長も満足 驚くべき事にヘアーなし                                          | 雛形の約9年振りのグラビア写真を『何も透けてない! ハミ出してもいない!』と批判。 |
| 〈世田谷区〉加藤家にこんなものいらない!!                        | 加藤浩次が妻カオリに 有名店のケーキを食べながら一言 『やっぱスポンジが違うな〜』                                     | めちゃイケの狂犬にもかかわらず有名店「ル・パティシエ・タカギ」のケーキを食べていることを、『何セレブ気取ってんだよ!!!!』と批判。                                                                         |
| 第2回（2007年2月24日）                                          | | |
| 〈港区〉矢部浩之 華麗なる休日                                   | 目黒で髪をカットして 原宿で買う洋服は ヒステリックグラマー                                                           | カットとは名ばかりで実際は白髪を染めていることを指摘、そしてそれに引っかけて『女を自分色に染めて』と批判。                                                                                               |
| 〈世田谷区〉 大久保佳代子 ハケンの悩み                          | OL10年間勤めてきたけれど 正社員に比べて弱すぎる立場と 正社員に比べて強すぎる性欲                                     | 大久保が篠原涼子と違ってスキルではなく性欲で正社員を圧倒していると指摘。 |
| 〈世田谷区〉加藤家にこんなものいらない!!                        | 加藤浩次が妻カオリに 水を飲みながら一言 『やっぱハワイの水はうめぇな〜』                                             | ハワイの水入りのウォーターサーバーを自宅に設置していることを指摘、今回も『何セレブ気取ってんだよ!!!!』と批判。                                                                                           |
| 第3回（2007年3月3日）                                           | | |
| 〈渋谷区〉 鈴木紗理奈 今年で30 大人の女の歴史                   | 17歳…カラオケで大騒ぎ 23歳…クラブでバカ騒ぎ 29歳…騒音で訴訟騒ぎ                                                      | 最近歌の練習に夢中で大声を出し、自宅マンションの隣人に騒音だと訴えられたことを暴露。矢部に『これだけホンマの事件やん!』とツッコまれる。                                                                  |
| 〈目黒区〉 有野晋哉の 来週妻が○○します                          | 月曜日はショッピング 水曜日はエステ 金曜日はゴルフ                                                                   | 特にいじる要素はなく、おか、シールをはがしてすぐに『さ、次行きましょう』とすぐに終わらせようとしたため有野『それはそれでイヤやなぁ』と発言。                                                             |
| 〈世田谷区〉加藤家にこんなものいらない!!                        | 加藤浩次が妻カオリに スッキリ!!に出掛ける時に一言 『やっぱハイヤーは乗り心地がいいな』                               | 毎朝の日本テレビへの出勤に超高級ハイヤーを利用していることを指摘、『ハイヤーに乗れるほどナイスなコメントしてない!!!!』と批判。めちゃイケの深夜収録後に出勤する事が多い。                                 |
| 第4回（2007年4月28日）                                          | | |
| 〈目黒区〉光浦靖子 ご用達超高級エステ                           | フェイシャル美白コース3万5千円 ピーリング&レーザー3万5千円 コスモライト脱毛13万円 総額20万円でブスのまま             | エステに自身の著書の印税20万円をかけたが、全く変化がなかった（おか曰く「ブスの金太郎飴」）ため、『20万円あったら夕張に寄付しようよ!ブスのままなんだから!』と指摘。                                       |
| 〈渋谷区〉武田真治 彼女と別れたばかりで…                        | イケメン俳優谷原章介が 結婚を決めた女性の 元夫・いしだ壱成はフェミ男仲間                                             | 武田本人の記事ではないかなり遠まわしな内容のため、矢部から『遠回りもエエとこや!』とツッコまれる。 |
| 〈世田谷区〉加藤家にこんなものいらない!!                        | 加藤浩次が妻カオリに i-Podを聴きながら一言 『やっぱユーミンいいな〜』                                                | iPodにユーミンのヒット曲を入れ、なおかつゴスペラーズのカバーに『お前らがユーミンカバーしたらダメだろ!』と発言したことを指摘。『お前がユーミン聴いちゃダメだんだよ!』と批判。                             |
| 第5回（2007年6月16日）                                          | | |
| 〈港区〉 フジテレビ社長 村上光一 オレはめちゃイケフリークだぜ   | 好きなコーナー第3位 シンクロナイズドテイスティング 好きなコーナー第2位 フジテレビ警察 好きなコーナー第1位 期末テスト | 社長が好きなめちゃイケの企画BEST3をボードで紹介するも、『（ファン度が）浅い! フリークなら大久保さんの酢の物だろ!』とダメ出し。                                                                           |
| 〈港区〉 フジテレビ社長 村上光一 オレはこのめちゃイケで泣いたぜ | 感動した第3位 矢部オファーシリーズ 感動した第2位 加藤家出産 感動した第1位 2004年FNS27時間テレビ                      | ボードの写真を『ハニカミ王子のつもりかな?』と批判。また、社長による「岡村vs.横峯さくらゴルフ対決」のやらせ疑惑を否定するも、出演者・スタッフ全員が社長に合わせたため『社長派だね』と非難。               |
| 〈港区〉めちゃイケにこんなものいらない!?                        | 今月末に勇退する村上社長が フジテレビ生活45年の最後の仕事は 念願のめちゃイケへの社長表彰                             | 村上社長とは当時のフジテレビ社長でめちゃイケのファンを公言している村上光一の事で、番組への表彰が最後の仕事になるとボードに書かれていたが、それを知らされていなかった岡村へドッキリを仕掛けるものだった。 |
| 第6回（2007年7月14日）                                          | | |
| 〈港区〉 めちゃイケ冒険王 耳寄り情報!!                          | いつもは面白いはずのめちゃイケが 怖〜いオバケ屋敷を開催 その名もめちゃ×2バケてるッ!                                  | 「ザ・冒険王」シュッとしたオブジェの先ランドに建設される『めちゃ×2バケてるッ!』をミニチュアで紹介。 |
| 〈港区〉 絶対に見逃せない 絶叫ベスト3!!                         | 第3位 霊のとりついため安箱                                                                                           | 大久保がオバさんのQ太郎「オバQ」としてセットから登場。初見のおかをビックリさせた。OLなので毎日出演できないため保留となった。                                                                             |
| 〈港区〉 絶対に見逃せない 絶叫ベスト3!!                         | 第2位 近くへ行きたい恐怖のゲーム                                                                                     | 神楽坂で行った芸者遊び「おまわりさん」を紹介。岡村と舞妓さんはノリノリで楽しんでいたが、大勢の人が楽しめない理由で却下となった。                                                                         |
| 〈港区〉 絶対に見逃せない 絶叫ベスト3!!                         | 第1位 真夜中の爆裂お父さん                                                                                           | 加藤家の協力で「加藤家にある本物の洋式トイレ」を使用。反対していた加藤も、昨年の山本事件の損害賠償の総額を聞くと『使ってください!』と即座に頭を下げて謝罪し了承した。                                    |
| 〈港区〉 今年もチビッ子殺到!? どぜうモンショップ                | オバケ屋敷の裏手に人だかり どぜうモンのお食事処は その名もうらめしや                                                 | お化け屋敷にちなんで「うらめし屋」を開店。ギョーメシ（82点・600円）、ソースメシ（88点・600円）、オムライスメシ（92点・600円）、ラーメシ（97点・800円）など独特のバカ料理を披露。                         |
| 〈港区〉 毎年恒例 めちゃイケ グッズショップ                     | グッズはすべて夏休み限定 品質保証の『め印良品』 ところが一つだけ不良品あり!?                                         | 色とり忍者のグッズを中心に紹介。「不良品」とは矢部扮する「白佐衛門」のお守り携帯ストラップで、破局会見が行われる直前にもかかわらず「恋愛成就」との表記が。                                               |

## セット・演出
他局の番組・コーナーのパロディのため、「マジオネア」のように番組と同じセットを使うことはできない。このため、本家とそっくりのセットが製作されていた。セットの細部や位置関係、オープニングCG、ミノムシのキャラクターをはじめとした小道具までかなり忠実に再現されており、完成度はかなり高い。しかし一方では一部省略されていたりや異なっている部分（「朝ズバッ!ニュース」などを放送する部分など）もあった。テーマ曲もみのがメインを務めていた時代に使用され本家同様のレニー・クラビッツの「Are you Gonna go my way」であり、木村のナレーションやタイトルコールも本家のバッキー木場の際のモノに寄せていた。
使用している巨大ボードの値段は15万円ほどで本家の巨大ボードの値段とさほど変わらない。
その他、時刻表示やテロップに関しても本家とうり二つである。

## その他
- 2007年4月30日の本家の「8時またぎ」の冒頭で、みのもんたは、「様々なバラエティ（番組）が（8時またぎを）取り上げてくれて嬉しい。」と述べ、「朝メチャッ!」を含む8時またぎのパロディ企画にエールを送っている。
- 第1回からのテロップで「めちゃイケの狂犬も現在は立派なキャスター」を書かれていたり、第3回の放送でも触れられているが、加藤は本家『朝ズバッ!』の真裏30分が自身が担当する『スッキリ!!』と被っていた。